# On My Way
»On My Way« je skladba in single Omarja Naberja iz leta 2017, ki je hkrati tudi avtor glasbe in besedila.

## EMA 2017
17. februarja 2017 je na Gospodarskem razstavišču potekal prvi predizbor za EMO, kjer je med 8 izvajalci po telefonskem glasovanju zmagal in se uvrstil v finale.
24. februarja 2017 je potekal veliki finale EME, kjer je z 124 točkami zmagal med 8 udeleženci. Po Darji Švajger je tako postal drugi izvajalec, ki je Slovenijo na Evroviziji zastopal dvakrat.

## Evrovizija 2017
19. maja 2017 je v Kijevu potekal prvi polfinale Evrovizije. Ni se mu uspelo uvrstiti v veliki finale, saj je osvojil le 36 točk in zasedel predzadnje 17. mesto.

## Zasedba

### Produkcija
- Omar Naber – glasba, besedilo, aranžma, producent
- Žiga Pirnat – aranžma, producent

### Studijska izvedba
- Omar Naber – vokal

## Lestvice

### Tedenske lestvice
| Lestvica (2017)      | Najviška uvrstitev |
| -------------------- | ------------------ |
| Slovenija (SloTop50) | 12                 |

## Single izdaja
Zgoščenka
1. »On My Way« – 3:00
2. »On My Way« (Instrumental) – 3:00

## Videospot
2. aprila 2017 je bil na YouTube premierno predvajan video, ki ga je režirala Tina Hlebš. V njem je nastopil plesalec Jernej Kozan, zmagovalec Slovenija ima talent (5. sezona). Posneta je bila tudi slovenska različica pesmi z naslovom »Tam nekje«.